# نينا بيورك
نينا بيورك (بالسويدية: Nina Björk)‏ هي صحفية سويدية، ولدت في 18 مايو 1967 في Offerdal ‏ في السويد.